# Ixodes cooleyi
Ixodes cooleyi är en fästingart som beskrevs av Henrique de Beaurepaire Aragão och Fonseca 1951. Ixodes cooleyi ingår i släktet Ixodes och familjen hårda fästingar.
Artens utbredningsområde är Bolivia. Inga underarter finns listade i Catalogue of Life.